# Watsonarctia deserta
Watsonarctia deserta is een vlinder uit de familie van de spinneruilen (Erebidae), onderfamilie beervlinders (Arctiinae). De wetenschappelijke naam van de 
soort is voor het eerst geldig gepubliceerd in 1902 door Bartel.
Deze nachtvlinder komt voor in Europa.